# José Ignacio Aguiló Fuster
José Ignacio Aguiló Fuster (Palma, 7 de març de 1962) és polític, economista i professor. Membre del Partit Popular de Balears. L'any 2011 fou nomenat Vicepresident Econòmic, de Promoció Empresarial i d'Ocupació del Govern de les Illes Balears.

## Biografia
Llicenciat en Ciències Econòmiques i Empresarials i doctor en Economia per la Universitat de les Illes Balears (UIB), on exerceix des de 1991 com a professor titular de l'Escola d'Economia Aplicada del Departament d'Economia Aplicada. També és professor del Campus Virtual G9 i d'Eurograd i graduat en Microeconomia per la London School of Economics.
Aguiló ha estat director de l'Escola d'Estudis Empresarials durant els anys 1995-2003, vicerector de Planificació Econòmica Administrativa (2003-2007) i president de la Comissió de Treball per a l'Elaboració de la Memòria del Consell Econòmic i Social de les Illes Balears (2003-2007).
També ha estat membre de la comissió assessora de l'Institut Balear d'Economia de la Conselleria d'Economia i Hisenda del Govern de les Illes Balears i des de 2009 és membre del consell d'administració de l'Ens Públic de Radiotelevisió de les Illes Balears.
El 20 de juny de 2011 fou nomenat pel president José Ramón Bauzá Díaz nou Vicepresident i Conseller d'Economia, Hisenda i Ocupació de les Illes Balears, on es va tornar a ocupar la vicepresidència després de la seva suspensió l'any 2007, i va succeir en la conselleria a Carles Manera Erbina (Economia i Hisenda), Xisca Vives ("Comerç i Indústria") i a Joana Barceló (Treball i ocupació), triple càrrec polític que José Ignacio Aguiló va mantenir fins que el President de les Illes Balears, José Ramón Bauzá, el 2 de maig de 2013, va remodelar el Govern, del que en va sortir Aguiló.